# Whitemanhoningeter
De whitemanhoningeter (Vosea whitemanensis synoniem: Melidectes whitemanensis) is een zangvogel uit de familie Meliphagidae (honingeters). Het is een voor uitsterven gevoelige, endemische vogelsoort  op de Bismarckarchipel (Papoea-Nieuw-Guinea). De vogel werd in 1960 geldig beschreven. De vogel is vernoemd naar de locatie, het Whitemangebergte.

## Kenmerken
De vogel is 22,5 cm lang. Het is een middelgrote, grotendeels dof olijfbruin gekleurde honingeter, met een lange, dunne kromme snavel die ongeveer 1,5 keer langer is dan de kop breed is. Achter het oog is een halve lichte oogring.

## Verspreiding en leefgebied
Deze soort is endemisch op Nieuw-Brittannië, het leefgebied is montaan tropisch regenwoud merendeels tussen 1300 en 1740 m boven zeeniveau.

## Status
De whitemanhoningeter heeft een beperkt verspreidingsgebied en daardoor is de kans op uitsterven aanwezig. De grootte van de populatie wordt geschat op 2,5 tot 10 duizend volwassen individuen. Aangenomen wordt door de populatie-aantallen afnemen door ontbossing waarbij natuurlijk bos wordt omgezet in oliepalmplantages. Om deze redenen staat deze soort als gevoelig op de Rode Lijst van de IUCN.